# Boulding Ridge
Boulding Ridge ist ein Gebirgskamm an der Fallières-Küste des Grahamlands auf der Antarktischen Halbinsel. Er trennt den der Lauf des Todd-Gletschers von demjenigen des McClary-Gletschers.
Das UK Antarctic Place-Names Committee benannte ihn 1971 nach dem Geodäten Richard Anthony Boulding (1944–2001), der für den British Antarctic Survey zwischen 1965 und 1968 auf der Stonington-Insel tätig war.